# Den hvide slavinde
Den hvide slavinde je dánský němý film z roku 1907. Režisérem je Viggo Larsen (1880–1957). Film trvá zhruba 8 minut.
Jedná se o první filmovou adaptaci románu Den hvide slavehandel – det tyvende århundreds skændsel (1905) od dánské spisovatelky Elisabeth Schøyen.

## Obsazení
| Gerda Jensen | mladá dívka  |
| Viggo Larsen | přítel dívky |
| Gustave Lund | otec dívky   |